# Daram
Daram è una municipalità di quarta classe delle Filippine, situata nella Provincia di Samar, nella regione di Visayas Orientale.
Daram è formata da 58 baranggay:
- Arawane
- Astorga
- Bachao
- Baclayan
- Bagacay
- Bayog
- Betaug
- Birawan
- Bono-anon
- Buenavista
- Burgos
- Cabac
- Cabil-isan
- Cabiton-an
- Cabugao
- Cagboboto
- Calawan-an
- Cambuhay
- Campelipa
- Candugue

- Canloloy
- Cansaganay
- Casab-ahan
- Guindapunan
- Guintampilan
- Iquiran
- Jacopon
- Losa
- Lucob-lucob
- Mabini
- Macalpe
- Mandoyucan
- Mongolbongol
- Marupangdan
- Mayabay
- Nipa
- Parasan
- Poblacion 1 (Hilaba)
- Poblacion 2 (Malingon)

- Poblacion 3 (Canti-il)
- Pondang
- Poso
- Real
- Rizal
- San Antonio
- San Jose
- San Miguel
- San Roque
- San Vicente
- Saugan
- So-ong
- Sua
- Sugod
- Talisay
- Tugas
- Ubo
- Valles-Bello
- Yangta